# Zagrebački liječnici pjevači
Zagrebački liječnici pjevači (lat. Medici Cantores Zagrabienses) hrvatski je muški pjevački zbor osnovan 1968. godine. Zbor ima između 35 i 50 članova koji su isključivo liječnici i studenti medicine i dentalne medicine. Repertoar zbora čine djela hrvatske i svjetske sakralne i svjetovne glazbene baštine. Od 1971. godine zbor je dio Glazbene sekcije Hrvatskog liječničkog zbora.
Zagrebački liječnici pjevači najčešće nastupaju prigodom stručnih i društvenih skupova liječnika, na dobrotvornim koncertima, kao i na priredbama od općeg društvenog značaja. Osim brojnih gostovanja u Hrvatskoj, zbor je održao i niz samostalnih koncerata i izvan domovine (Ljubljana, Maribor, Ženeva, Zürich, Trst, Mainz, Hamburg, Fondi, Rim, Graz, Budimpešta, Ohrid). U svom dosadašnjem postojanju zbor je više puta nastupao na radiju i televiziji, a dio repertoara zabilježen je i na četiri nosača zvuka (Carmen Medicorum, Hrvatske narodne pjesme iz Međimurja, 25 godina i Hote, o, ljudi sim – Rodil se je Isus).

## Povijest
Prvi pokušaji organiziranja glazbene aktivnosti među hrvatskim liječnicima zbili su se u vremenu između dva svjetska rata. Prvi puta je to bilo 1935. godine pod ravnanjem skladatelja Borisa Papandopula, a drugi puta 1937. godine pod ravnanjem oftalmologa Vilka Panca. Međutim oba pokušaja bila su kratkoga vijeka i praćena tek nekolicinom javnih nastupa. Proći će čak 30 godina dok glazbeni entuzijasti, hematolog i violončelist Viktor Boić i ortoped Josip Zergollern, ne okupe grupu liječnika koja će činiti jezgru budućeg pjevačkog zbora. 1968. godine pod vodstvom urologa i orguljaša Čedomila Dugana održana je prva proba u sindikalnim prostorijama Bolnice sestara milosrdnica u Zagrebu.
Početkom 1970. vođenje zbora preuzima skladatelj, glazbeni pedagog i violončelist Rudolf Matz. Samo nekoliko mjeseci od početka rada Matz za zbor piše skladbu Carmen Medicorum. U siječnju 1971. godine probe se nastavljaju redovito održavati u prostorijama Hrvatskog liječničkog doma u Zagrebu. U svibnju 1971. godine osniva se Glazbena sekcija Zbora liječnika, a zbor poprima današnji naziv Zagrebački liječnici pjevači. Za prvog predsjednika i zbora i sekcije imenovan je Zergollern. Upravo njegovom trudu i upornosti treba zahvaliti sto se pjevački zbor održao u godinama koje su slijedile. Prvi javni nastup Zagrebački liječnici pjevači održali su 3. lipnja 1971. u auli Hrvatske akademije znanosti i umjetnosti u Zagrebu. Zbor je prvi put izvan Zagreba nastupio 6. listopada 1971. na kongresu u Bledu u Sloveniji. Tom je prigodom Matzova skladba Carmen Medicorum proglašena himnom hrvatskih lijčnika.
1974. godine, nakon niza uspješnih nastupa, Matz mjesto voditelja zbora prepušta tada studentu medicine, a kasnije kardiologu, Miji Bergovcu. Šireći repertoar hrvatskim i svjetskim klasicima zborske glazbe, umjetničkim obradama narodnih pjesama, a posebno djelima liječnika skladatelja, Bergovec je zbor uspješno vodio čak 24 godine. 1984. na mjestu predsjednika zbora i sekcije Josipa Zergollerna zamjenjuje psihijatar Milan Ferković. U vrijeme Domovinskog rata zbor održava niz nastupa za pomoć ranjenicima te djeci poginulih i nestalih. Od 2008. godine do danas zborom ravna Leonard Bergovec. U repertoar su posljednjih godina uvrštene i skladbe zabavnog karaktera (evergreeni) domaćih i stranih autora, kao i crnačke duhovne pjesme.

## Vodstvo
Dirigenti / umjetnički voditelji:
- 1968. – 1970. Čedomil Dugan
- 1969. – 1970. Vilko Panac
- 1970. – 1974. Rudolf Matz
- 1974. – 2008. Mijo Bergovec
- 2008. – danas Leonard Bergovec

Predsjednici:
- 1971. – 1984. Josip Zergollern
- 1984. – 2008. Milan Ferković
- 2008. – danas Mijo Bergovec

Počasni predsjednici:
- 1968. – 1983. Viktor Boić
- 1984. – 1987. Josip Zergollern

## Diskografija
- Carmen Medicorum (gramofonska ploča, kazeta)
- Hrvatske narodne pjesme iz Međimurja (dvostruka kazeta)
- 25 godina (dvostruki CD, dvostruka kazeta)
- Hote, o, ljudi sim – Rodil se je Isus (CD)

## Vanjske poveznice
- Mrežna stranica Zagrebačkih liječnika pjevača